# Peng Xiaolian
Peng Xiaolian (xinès: 彭小莲) (Chaling, 1953 - Xangai, 2019) va ser una escriptora, guionista, productora i directora de cinema xinesa. Inclosa dins el grup de directors de la Cinquena Generació. A Peng se l'ha considerat la cronista de Xangai com ho va ser la directora Ning Ying de Pequín.

## Biografia
Peng Xiaolin va néixer el juny de 1953 a Chaling, província de Henan (Xina). La seva mare era traductora del rus, i el seu pare era escriptor i cap d'un departament de propaganda del govern, però l'any 1955 va ser acusat de formar part d'un grup contrarevolucionari i va ser empresonat i enviat a una granja a Henan on va morir el 1968.
Peng durant la Revolució Cultural va ser enviada a un camp de treball a Jiangxi on hi va estar durant nou anys fins que va poder entrar a l'Acadèmia de Cinema de Pequín, on va coincidir amb futurs directors de cinema com Ning Ying, Hu Mei,Li Sahohong, , Chen Kaige i Zhang Yimou.
Va morir el 19 de juny de 2019.

### Carrera cinematogràfica
Durant el seu tercer any a l'Acadèmia, va participar com a ajudant de direcció en el rodatge de la pel·lícula de Ling Zifeng, "Rickshaw Boy" (骆驼祥子) que s'estrenaria dos anys més tard. Després, l'any 1982 com projecte de graduació, va co-dirigir, amb Li Shaohong, una pel·lícula rodada a l'estudi de cinema infantil de l'Acadèmia: "The Assistant Lawyer". El 1982, en deixar l'Institut, va ser assignada al Shanghai Film Studio com a ajudant de direcció. De 1982 a 1985, va participar en el rodatge de tres pel·lícules. També va ser guionista d'altres dues. Després, el 1986, finalment va rodar la seva primera pel·lícula: "Me and My Classmates" (我和我的同学们), de la qual també va escriure el guió.
El 1987 va dirigir "Women's Story" (女人的故事): la història de tres dones, unides en la seva revolta contra una societat patriarcal que les tracta com objectes i no els concedeix cap espai personal, especialment l'opció de tenir un segon fill.

#### Viatge a Nova York
El 1989 va obtenir una beca de quatre mesos per estudiar als Estats Units, però si va quedar sis anys, fins que el 1996 quan va tornar a Xangai.
A la Universitat de Nova York un dels seus professors va ser el documentalista japonès Shinsuke Ogawa. Quan aquest va morir el 1992, la seva dona va demanar a Peng que acabés el documental que el seu marit havia deixat sense acabar:满山红柿 (Red Persimons).
De tornada a Xangai va dirigir 犬杀 (The Dog Homicide) i després va seguir amb la seva temàtica preferida, la ciutat de Xanhai, amb 上海纪事 (Shanghai Chronicle) del 1998, per commemorar el 50è aniversari de l'alliberament de la ciutat.
El 2000 va fer una pel·lícula per a nens: "Keke's Magic Umbrella" (可可的鬼伞). Va ser un interludi abans d'una trilogia que representa el cim de la seva obra: la trilogia de Xangai ("上海三部曲"), les tres pel·lícules de la qual es van estrenar entre 2002 i 2006: Shanghai Women, Shanghai Story i Shanghai Rumba.
El 2008, va fer una altra pel·lícula per a nens: 我坚强的小船 (My Strong Boat).
El seu documental, 红日风暴 (Storm Under the Sun), del 2009, que va fer en col·laboració amb la directora S.Louisa Wei,(Wei Shiuyu) on s'explica la persecució de Hu Feng, un reconegut escriptor marxista i teòric de la literatura, i el primer intel·lectual que va ser assenyalat i condemnat directament per Mao Zedong.
Malgrat que Peng Xiaolian mai va ser prohibida per raons polítiques, va tenir problemes per trobar finançament per les seves pel·lícules, i van passar deu anys abans que pogués fer un altre llargmetratge, un any abans de morir, : Please Remember Me (请你记住我, 2018).

### Peng Xiaolian escriptora
El 2007va publicar un llibre de records i testimonis sobre els seus pares: “Their Times” (他们的岁月). També ha escrit tres llibres sobre cinema: primer un recull de guions que van guanyar un premi l'any 1991 al festival de Rotterdam; després un llibre en homenatge a Shinsuke Ogawa -, i a l'agost de 2010, una altra col·lecció d'assaigs sobre cinema, "Cinema, another possible life" (电影，另一种生活的可能). Finalment, l'any 2004, també va publicar una col·lecció de contes curts on evoca records de la seva joventut i dels seus anys als Estats Units.

## Filmografia
| Any  | Títol anglès                 | Títol xinès    |
| ---- | ---------------------------- | -------------- |
| 1979 | Good-by Yesterdey            |                |
| 1982 | The Assistant Lawyer         |                |
| 1986 | Me and My Classmates         | 我和我的同学们 |
| 1987 | Women's Story                | 我和我的同学们 |
| 1996 | The Dog Homicide             | 犬杀           |
| 1999 | Once Upon a Time in Shanghai | 上海纪事       |
| 2000 | Keke’s Magic Umbrella        | 可可的鬼伞     |
| 2001 | Red Persimmons               | 满山红柿       |
| 2002 | Shanghai Women               | 假装没感觉     |
| 2004 | Shanghai Story               | 美丽上海       |
| 2006 | Shanghai Rumba               | 上海伦巴       |
| 2008 | My strong boat               | 我坚强的小船   |
| 2009 | Storn Under the Sun          | 红日风暴       |
| 2017 | Please Remember Me           | 请你记住我     |

### Premis
- 1986: Me and My Classmates Premi Tongniu al millor director', i el Golden Rooster Award per a la millor pel·lícula infantil[5]
- 1988: Premi China Film Huabiao a la millor pel·lícula per Shanghai Chronicle[5]
- 2004: Shanghai Story va guanyar quatre China's Golden Rooster Awards (Jinji Jiang) inclosos el de millor director i millor pel·lícula.[6]